# (1257) Мора
(1257) Мора (венг. Móra) — астероид главного пояса, который был открыт 8 августа 1932 года немецким астрономом Карлом Рейнмутом в обсерватории Хайдельберг в Германии. Астероид назван в честь венгерского астронома Кароя Мора.
Период оборащения астероида Сицилия вокруг Солнца составляет 3,927 года.